# La Boquita
La Boquita är en ort i Mexiko.   Den ligger i kommunen Rosamorada och delstaten Nayarit, i den centrala delen av landet, 700 km väster om huvudstaden Mexico City. La Boquita ligger 10 meter över havet och antalet invånare är 834.
Terrängen runt La Boquita är mycket platt. Runt La Boquita är det ganska tätbefolkat, med 65 invånare per kvadratkilometer. Närmaste större samhälle är San Vicente, 7,2 km sydost om La Boquita. Trakten runt La Boquita består till största delen av jordbruksmark.